# Stereoselectiviteit
Stereoselectiviteit beschrijft in de stereochemie de eigenschap van een (mengsel van) reactanten om via een in principe niet-stereospecifiek reactiemechanisme, maar onder invloed van andere factoren (bijvoorbeeld sterische hindering) aanleiding te geven tot een bepaald sterische voorkeur in het gevormde product. Het leidt dus niet - in tegenstelling tot stereospecificiteit - tot één welbepaald isomeer product, maar tot een mengsel van enantiomeren, waarvan de bevoordeligste geometrie het meest gevormd wordt.
De selectiviteit van enzymen wordt ingedeeld in 3 klassen: regioselectiviteit, enantioselectiviteit en substraatselectiviteit. Bij stereoselectiviteit is een enzym selectief voor het voorkomen of structuur van het substraatmolecuul.